# Jaroslav Rybka
Jaroslav Rybka (21. listopadu 1931, Bojnice – 3. července 2018, Zlín) byl český lékař – internista a diabetolog, spoluautor československého Diabetologického programu.

## Profesní a osobní životopis
Jaroslav Rybka se narodil ve slovenských Bojnicích, v rodině českého úředníka. V roce 1938 se rodina přestěhovala do Zlína, kde později navštěvoval gymnázium a strávil většinu svého života. Vystudoval Lékařskou fakultu Univerzity Palackého v Olomouci, studium ukončil v roce 1957. Na doporučení akademika Josefa Charváta se stal aspirantem profesora Jiřího Syllaby. V letech 1961 a 1966 získal atestace z oboru vnitřního lékařství, v roce 1970 se stal přednostou interního oddělení ve Zlíně, kde v této funkci působil až do konce roku 2001. Mezitím (1983) bylo pracoviště ustaveno školicím pracovištěm ILF (později IPVZ – Institutu postgraduálního vzdělávání ve zdravotnictví a v roce 1988 jmenováno Světovou zdravotnickou organizací (WHO) Spolupracujícím centrem pro studium diabetu.
V roce 1979 byl jmenován docentem vnitřního lékařství a v roce 1992 profesorem v tomto oboru. Je hlavním autorem československého Diabetologického programu. Je autorem řady 14 monografií, stovek přednášek a odborných statí o diabetu. Byl členem Americké diabetologické asociace (ADA), Evropské asociace pro studium diabetu (EASD), Mezinárodní diabetologické federace (IDF) a řady dalších organizací. Dne 28. října 2015 ho prezident Miloš Zeman vyznamenal medailí Za zásluhy.

## Výbor z díla
- 1988 – Americká zastavení, poznámky o USA z dlouhodobé stáže
- 2007 – Diabetes mellitus – komplikace a přidružená onemocnění: diagnostické a léčebné postupy
- 2006 – Diabetologie pro sestry, učebnice pro zdravotní sestry
- 1988 – Život s cukrovkou – publikace pro diabetiky